# Can Masó (Bordils)
Can Masó és una masia gòtica de Bordils (Gironès) inclosa a l'Inventari del Patrimoni Arquitectònic de Catalunya.

## Descripció
És una masia de planta rectangular estructurada en tres crugies perpendiculars a la façana i accés central. Pertany al tipus basilical. Parets estructurals de pedra morterada, arrebossada a les façanes, deixant a la vista els carreus de les cantonades i els que emmarquen les obertures. La construcció es desenvolupa en planta baixa, un pis i golfes, que només ocupen la crugia central. La coberta és de teula a dues vessants i el ràfec de la façana principal és de filera doble, format per rajols plans i teula girada.
La porta està emmarcada per grans dovelles i les obertures del primer pis de la façana principal són finestrals gòtics biforats d'arquets trilobats. A la façana de migdia hi ha adossada una gran terrassa que descansa sobre cinc voltes desiguals de canó, construïda amb pedruscall.
Té dues finestrals gòtiques biforades amb arquets trilobats de la façana principal de Can Masó. Cal destacar l'extraordinària lleugeresa del pilaret central de pedra de secció molt reduïda en ambdues obertures. Els capitells i les impostes són ornats amb roses i altres elements decoratius.